# Envermeu
Envermeu település Franciaországban, Seine-Maritime megyében. Lakosainak száma 1973 fő (2022. január 1.). Envermeu Bellengreville, Douvrend, Saint-Nicolas-d’Aliermont, Saint-Ouen-sous-Bailly és Petit-Caux községekkel határos.

## Népesség
A település népességének változása:
| Lakosok száma | 2127 | 2098 | 2269 | 2097 | 2051 | 2022 | 1993 | 1978 | 1973 |
|               | 2013 | 2015 | 2016 | 2017 | 2018 | 2019 | 2020 | 2021 | 2022 |